# Warren (New Hampshire)
Warren ist der Name einer Town im Grafton County von New Hampshire, einem der Neuenglandstaaten der USA. Der Name erinnert an die Eroberung der Festung Louisbourg in Nova Scotia im Jahre 1745. Admiral Sir Peter Warren kommandierte dabei die englische Flotte.

## Geographie

### Lage
Warren liegt im Westen der White Mountains mittig im Grafton County, 60 Meilen (ca. 97 km) von Concord entfernt, im Tal des Baker River und umgeben vom White Mountain National Forest. Ein Bericht von 1859 beschreibt das Land als bergig im Süden, ansonsten hügelig, der Boden gut zu bearbeiten und geeignet für Weide- und Heunutzung.

### Nachbargemeinden
Warren grenzt im Norden an Benton, im Nordosten an Woodstock, im Osten an Ellsworth. An der Südostecke treffen sich die Grenzen von Warren, Ellsworth, Rumney und Wentworth, das im Süden an Warren grenzt. Im Westen von Letzterem liegt Piermont.

### Gemeindegliederung
Neben Warren, oder Warren Village, Glencliff, ehemals Warren Summit, an der Grenze zu Benton.

### Berge
Die größte Höhe über dem Meeresspiegel liegt an der Grenze zu Wentworth am Nordhang des Carr Mountain.

### Gewässer
Der Nordarm des Baker River, der bei Plymouth in den Pemigewasset River mündet, fließt in Nord-Süd-Richtung durch Warren, wo Merril, Berry, und Ore Hill Brook von Westen, der East Branch Baker River, Blodgett, und Clifford Brook von Osten einmünden. Der Oliverian Brook im Norden von Warren mündet in den Connecticut River. Weitere Gewässer sind Wachipauka Pond im Norden sowie die Glen Ponds im Osten. Die Westgrenze verläuft entlang des Lake Tarleton.

## Geschichte
Die erste Siedlungskonzession für Warren datiert auf den 14. Juli 1763. Der Grant wurde 1770 erneuert und ausgeweitet, nachdem man fand, dass die Grenzlinien falsch eingemessen worden waren. Der erste Siedler war ein Jäger und Fallensteller, der 1767 eine Hütte am Hurrican Brook baute. Ein Jahr später, 1768, kamen die ersten vier Siedler mit Familien. Diese frühen Siedler mussten die Waren, die sie in Plymouth oder Haverhill erwarben, zu ihren Farmen tragen, obwohl der erste Weg 1767 geräumt worden sein soll. Im Unabhängigkeitskrieg dienten bei einer Bevölkerungszahl von weniger als 100 Einwohnern 18 Mann in der Armee. Drei davon befehligten eigene Kompanien. 1776 wurde die erste Sägemühle gebaut, noch ehe 1779 die erste offizielle Gemeindeversammlung stattfand. Die erste öffentliche Schule wurde 1783 eröffnet und 1799 wurde eine Methodistengemeinde gegründet. 1808 wurde eine Mautstraße durch Warren geführt und 1814 die erste Postkutschenlinie eingerichtet. Die Kirche zur Gemeinde wurde 1818 gebaut und 1859 auf eine Kapazität von 400 Menschen erweitert. In einer Beschreibung aus diesem Jahr wird eine Bleimine erwähnt, mit zwei Schächten und einer Dampfmaschine zur Aufbereitung des Erzes. Das Blei war bis zu 86 % rein, und eine Tonne Blei ergab zudem 55 Unzen Silber. Neben der Kirche hatte Warren zu dieser Zeit einen Bahnhof an der 1851 eröffneten Bahnstrecke – ein weiterer war Warren Summit, später Glencliff – ein Postamt, zehn Schulen, sieben Säge- und eine Kornmühle, Hersteller von Geschirren, Schindeln, Latten, Fensterläden, Türen, zwei Kutschbauer und eine Gerberei. Im späteren 19. Jahrhundert gehörte neben der Landwirtschaft die Holzernte zu den Haupteinnahmequellen von Warren. Zu den weiteren Produkten über den Eigenbedarf hinaus gehörten Spulen und Kartoffelstärke. Die Mine am Ore Hill wird in einer späteren Quelle als Silbermine bezeichnet, abgebaut wurden auch Blei, Kupfer und Zink, und in Gewässern wurde Gold in kleinen Mengen gefunden. Ein weiteres Zusatzeinkommen bot die Aufnahme von Sommerfrischlern. 1875 hatte Warren elf Schulen, die durchschnittlich 15 Wochen im Jahr betrieben wurden. Zehn Jahre später, 1880, war die Anzahl der Schulen unverändert. Ein Lehrer und elf Lehrerinnen unterrichteten 201 Schüler, von denen 21 einen höheren Abschluss anstrebten. Daneben gab es neben den erwähnten Betrieben je zwei Radmacher und Schmiede, drei Läden und drei Bestatter. Dabei konnte ein Betrieb mehreren Geschäften dienen. Zwei der Bestatter waren zugleich Kutschenbauer, und mehrere Mühlen wurden ausgelastet, indem außer Schindeln, Latten und Spulen auch Cider produziert wurde. Korn wurde in einer der Sägemühlen gemahlen, drei weitere Sägemühlen wurden statt mit Wasserkraft mit Dampf angetrieben. Neben Warren und Warren Summit bestand ein drittes Postamt in Breezy Point, das die dort ansässigen Farmer sowie die Gäste des Hotels auf dem Moosehillock Mountain bediente.

### Bevölkerungsentwicklung
| Volkszählungsergebnisse – Warren, New Hampshire | Volkszählungsergebnisse – Warren, New Hampshire | Volkszählungsergebnisse – Warren, New Hampshire | Volkszählungsergebnisse – Warren, New Hampshire | Volkszählungsergebnisse – Warren, New Hampshire | Volkszählungsergebnisse – Warren, New Hampshire | Volkszählungsergebnisse – Warren, New Hampshire | Volkszählungsergebnisse – Warren, New Hampshire | Volkszählungsergebnisse – Warren, New Hampshire | Volkszählungsergebnisse – Warren, New Hampshire | Volkszählungsergebnisse – Warren, New Hampshire |
| Jahr                                            | 1783                                            | 1790                                            | 1800                                            | 1810                                            | 1820                                            | 1830                                            | 1840                                            | 1850                                            | 1860                                            | 1870                                            |
| ----------------------------------------------- | ----------------------------------------------- | ----------------------------------------------- | ----------------------------------------------- | ----------------------------------------------- | ----------------------------------------------- | ----------------------------------------------- | ----------------------------------------------- | ----------------------------------------------- | ----------------------------------------------- | ----------------------------------------------- |
| Einwohner                                       | 133                                             | 206                                             | 336                                             | 506                                             | 544                                             | 702                                             | 938                                             | 872                                             | 1152                                            | 960                                             |
| Jahr                                            | 1880                                            | 1890                                            | 1900                                            | 1910                                            | 1920                                            | 1930                                            | 1940                                            | 1950                                            | 1960                                            | 1970                                            |
| Einwohner                                       | 786                                             | 875                                             | 799                                             | 701                                             | 600                                             | 651                                             | 709                                             | 581                                             | 548                                             | 539                                             |
| Jahr                                            | 1980                                            | 1990                                            | 2000                                            | 2010                                            | 2020                                            | 2030                                            | 2040                                            | 2050                                            | 2060                                            | 2070                                            |
| Einwohner                                       | 650                                             | 821                                             | 876                                             | 904                                             | 825                                             |                                                 |                                                 |                                                 |                                                 |                                                 |

## Infrastruktur und Gemeindeeinrichtungen
Die Polizei von Warren arbeitet in Vollzeit, die Feuerwehr freiwillig, der medizinische Notdienst wird von einem privaten Betreiber übernommen. Das nächstgelegene Krankenhaus ist das Speare Memorial Hospital in Plymouth. Warren hat eine Kinderbetreuungseinrichtung und eine Grundschule, die laut Gemeindemitteilung seit 1783 besteht und zugleich der größte Arbeitgeber am Ort ist. Etwas jünger ist die später nach dem ersten Siedler benannte Joseph Patch Library, die auf das Jahr 1799 zurückgeht. Die weiterführenden Schulen gehören zur Haverhill Schulkooperative, zu der neben Warren und dem namengebenden Haverhill Bath, Benton und Piermont gehören. Die Müllentsorgung kann durch private Müllabfuhr, kostenpflichtige Entsorgung an einer Annahmestelle und Inanspruchnahme eines nicht-verpflichtenden Recyclingprogrammes erfolgen. Die Wasserversorgung ist zentralisiert, die Abwasserentsorgung erfolgt durch Tanks.

### Verkehr
Durch Warren führen die New Hampshire State Routes NH–25, NH–25C und NH–118. Der nächstgelege Interstate ist der Interstate 91 in Vermont. In Wentworth existiert ein Flugfeld mit Grasbahn, die nächstgelegene Asphaltpiste hat der Dean Memorial Airport in Haverhill, der nächstgelege Flughafen mit Linienverkehr ist der Lebanon Municipal Airport in Lebanon.

## Personen
- Norris Cotton (1900–1989), Politiker